# 야마다 야스히로
야마다 야스히로(일본어: 山田 泰寛, 1968년 2월 13일 ~ 2013년 4월 8일)는 일본의 전 축구 선수이다.

## 구단 경력
1990년 일본 사커 리그의 얀마 디젤에 입단했다. 1992년 J1리그의 시미즈 에스펄스로 이적했다. 1992년과 1993년 2번의 J리그컵 준우승을 차지했다. 1995년후 현역 은퇴.

## 사망
2013년 4월 8일, 야마다 야스히로는 간암으로 인해 45세의 나이로 생을 마감하였다.